# Erdbeer und Schokolade
Erdbeer und Schokolade (Originaltitel: Fresa y chocolate) ist ein Spielfilm des kubanischen Regisseurs Tomás Gutiérrez Alea aus dem Jahr 1993 über zwei Männer in Havanna. Die Hauptrollen spielten Jorge Perugorría und Vladimir Cruz. Als Co-Regisseur fungierte Juan Carlos Tabío, das Drehbuch schrieb Senel Paz.

## Handlung
Der Student David ist in eine junge Frau verliebt, die bis zur Ehe mit dem Sex warten will. Er verspricht ihr, bis zur Hochzeitsnacht damit zu warten. Einige Zeit später heiratet sie einen wohlhabenden älteren Mann, der ihr materiell mehr bieten kann und lässt David mit gebrochenem Herzen zurück. Diego, ein schwuler Künstler mit großen Zweifeln am kommunistischen System Kubas, umgarnt David, der begeistert vom System seinen Weg sucht. Ihre erste Begegnung findet in der berühmten Eisdiele Coppelia statt. Diego, der sich aus dem Ausland Bücher von Mario Vargas Llosa und anderen Autoren importieren lässt und sich um Ausstellungen mit christlichen Skulpturen bemüht, ist verrückt nach Erdbeereis und Männern, während der von Liebeskummer geplagte David Schokoladeneis und Frauen liebt.
Diego versucht, David zu verführen. David ist empört und will Diego bei der Parteileitung anzeigen. Er bekommt von einem Kommilitonen und Parteifreund jedoch den Auftrag, zum Schein eine Freundschaft mit Diego einzugehen, um ihn auszuspionieren. David willigt ein, doch wider Erwarten entwickelt sich zwischen den beiden Männern eine echte freundschaftliche Beziehung. David hat keine Lust mehr, Diego anzuschwärzen, und riskiert selbst Opfer von Repressalien zu werden. David erhält Einblick in Diegos künstlerische Welt und seine liberalen Ansichten. Diegos einsame, neurotische Nachbarin Nancy lernt David ebenfalls kennen und verliebt sich in ihn, was zu eifersüchtigen Spannungen zwischen Diego und Nancy führt. Letztlich sorgt Diego jedoch dafür, dass Nancy und David miteinander schlafen, indem er die beiden indirekt miteinander verkuppelt. Davids Liebeskummer wird schließlich geheilt. Der sich immer stärkeren Repressionen ausgesetzt sehende Diego muss Kuba verlassen. Ein letztes Mal betrachtet er die Skyline seines geliebten Havannas und David verliert einen guten Freund. Der selbstbewusst gewordene David setzt sich öffentlich für seinen verfolgten Freund ein.

## Hintergrund
Für die Figur des homosexuellen Schriftstellers und Schöngeists Diego, der durch seinen Lebensstil im Konflikt zur herrschenden Ordnung steht, diente José Lezama Lima, der von Diego als ein Lieblingsschriftsteller genannt wird, als reales Vorbild.
Die Wohnung, die im Film von Diego bewohnt wird, ist in der Realität Standort des Privatrestaurants „La Guarida“ im Stadtteil Centro Habana, eines der bekanntesten und exklusivsten Restaurants der Stadt.
Die kubanische Salsa-Band Los Van Van spielte in ihrem Hit El Travesti, der von einem Transvestiten handelt, durch die Benutzung der Symbole Schokolade und Erdbeere auf den Film an.

## Kritik
Das Lexikon des internationalen Films urteilte, der Film sei „ein menschlich bewegendes und äußerst unterhaltsames Plädoyer für Respekt und Toleranz. Gefühlskino im besten Sinne, mit sicherer Hand zwischen den Extremen von Melodram und ironischer Farce inszeniert.“ Prisma merkte an, Erdbeer und Schokolade sei „ein beeindruckendes Bild der kubanischen Gesellschaft, das eine Freundschaft zeigt, die auch sozialpolitische Tabus (dazu zählt die Homosexualität in Kuba immer noch) überwinden kann.“

## Auszeichnungen
Auf dem 13. Internationalen Festival des Neuen Lateinamerikanischen Films in Havanna (Festival Internacional del Nuevo Cine Latinoamericano) 1993 gewann der Film zahlreiche Auszeichnungen; die „Große Koralle“, den ARCI-NOVA-Preis, den OCIC-Preis, den Publikumspreis, den FIPRESCI-Preis sowie in den Kategorien Beste Regie, Bester Hauptdarsteller (Jorge Perugorría) und Beste Nebendarstellerin (Mirta Ibarra). Auf dem Sundance Film Festival 1995 erhielt der Film den Spezialpreis der Jury als „Ehrenwerte Erwähnung“. Auf der Berlinale 1994 nahm der Film im Wettbewerb um den Goldenen Bären teil, musste sich jedoch Jim Sheridans Im Namen des Vaters geschlagen geben. Dafür gewann Erdbeer und Schokolade in Berlin den Teddy Award und den Silbernen Bären der Jury. Auf dem brasilianischen Gramado Film Festival wurde der Film mit dem Kikito-Kritikerpreis, der Goldenen Kikito als Bester lateinamerikanischer Film, für die Beste Nebendarstellerin (Mirta Ibarra), zweimal für die Besten Hauptdarsteller (Jorge Perugorría und Vladimir Cruz) sowie mit dem Publikumspreis ausgezeichnet.
Bei der Oscarverleihung 1995 (bzw. laut offizieller Zählung 1994) war der Film als Bester fremdsprachiger Film nominiert, konnte sich aber nicht gegen den russischen Film Die Sonne, die uns täuscht durchsetzen. Bei der Verleihung des Goyas 1995 gewann der Film in der Kategorie Bester ausländischer Film in spanischer Sprache.
Jorge Perugorría, Darsteller von Diego, wurde 2024 unter anderem wegen seiner Rolle in diesem Film mit dem nationalen Filmpreis Kubas geehrt.